# Первенец (плавучая батарея)
«Первенец» — броненосная плавучая батарея (броненосец береговой обороны) Российского императорского флота.
Корабль был построен на английских судоверфях и в связи с тем что у России были на тот момент обострённые отношения с Англией, в Темзу был послан фрегат «Генерал-Адмирал» под командованием Василия Александровича Стеценко, для приведения оттуда батареи «Первенец» в каком бы состоянии готовности она ни находилась. За отличное исполнение этого Василий Александрович был пожалован орденом св. Владимира 3-й степени.
Выведенный из состава флота в 1905 году, длительное время служил в виде несамоходной баржи и порезан на металл только в 1959 году.

## Вооружение
| Год  | Орудия в каземате      | Орудия на верхней палубе                                                                 |
| ---- | ---------------------- | ---------------------------------------------------------------------------------------- |
| 1864 | 24 × 196 мм            | 2 × 196 мм                                                                               |
| 1867 | 2 × 203 мм 20 × 196 мм | 2 × 196 мм                                                                               |
| 1869 | 22 × 196 мм            | 2 × 196 мм                                                                               |
| 1872 | 2 × 203 мм 20 × 196 мм | 1 × 203 мм 1 × 196 мм                                                                    |
| 1874 | 12 × 203 мм            | 2 × 86,4 мм                                                                              |
| 1875 | 14 × 203 мм            | 4 × 86,4 мм                                                                              |
| 1877 | 10 × 203 мм 2 × 152 мм | 1 × 107 мм 4 × 86,4 мм                                                                   |
| 1880 | 10 × 203 мм 2 × 152 мм | 2 × 152 мм 1 × 229 мм мортира 1 × Энгстрема 1 × Барановского 1 × Пальмкранца             |
| 1881 | 10 × 203 мм 2 × 152 мм | 2 × 152 мм 1 × 229 мм мортира 1 × Энгстрема 1 × Барановского 1 × Пальмкранца 1 × Гочкиса |

## Командиры
- 03.01.1863 — 14.11.1866 — капитан 1-го ранга Пузино, Орест Поликарпович
- 14.11.1866[1] — хх.хх.1867 — капитан-лейтенант Гадд, Людвиг Фёдорович
- хх.хх.1867 — хх.хх.1869 — капитан 2-го ранга Копытов, Николай Васильевич
- 02.03.1870[2] — 01.01.1872 — капитан 1-го ранга Шварц, Михаил Павлович
- 01.01.1872 — хх.хх.1882 — капитан 1-го ранга Купреянов, Яков Иванович
- хх.хх.1885 — хх.хх.1886 — капитан 1-го ранга Веселаго, Александр Осипович
- 05.04.1887 — хх.хх.1890 — капитан 1-го ранга Бурачёк, Павел Степанович
- хх.хх.1890 — 01.01.1893 — капитан 1-го ранга Ивашинцов, Василий Фёдорович
- 01.01.1893 — хх.хх.1895 — капитан 1-го ранга Старк, Оскар Викторович
- хх.хх.1896 — хх.хх.1898 — капитан 1-го ранга Рожественский, Зиновий Петрович
- 06.12.1898 — 01.05.1900 — капитан 1-го ранга Небогатов, Николай Иванович
- 01.05.1900 — хх.хх.1900 — капитан 1-го ранга Ларин, Валериан Андреевич
- 01.01.1901 — 06.12.1901 — капитан 1-го ранга Сильман, Фёдор Фёдорович
- 06.12.1901 — 11.10.1902 — капитан 1-го ранга Миклуха, Владимир Николаевич
- 13.12.1904 — хх.хх.хххх — капитан 2-го ранга Качинский, Роман Петрович